# 台湾墙藓
台湾墙藓（学名：Tortula euryphylla）为蔓藓科墙藓属下的一个种。